# Сен-Мишель (яхты)

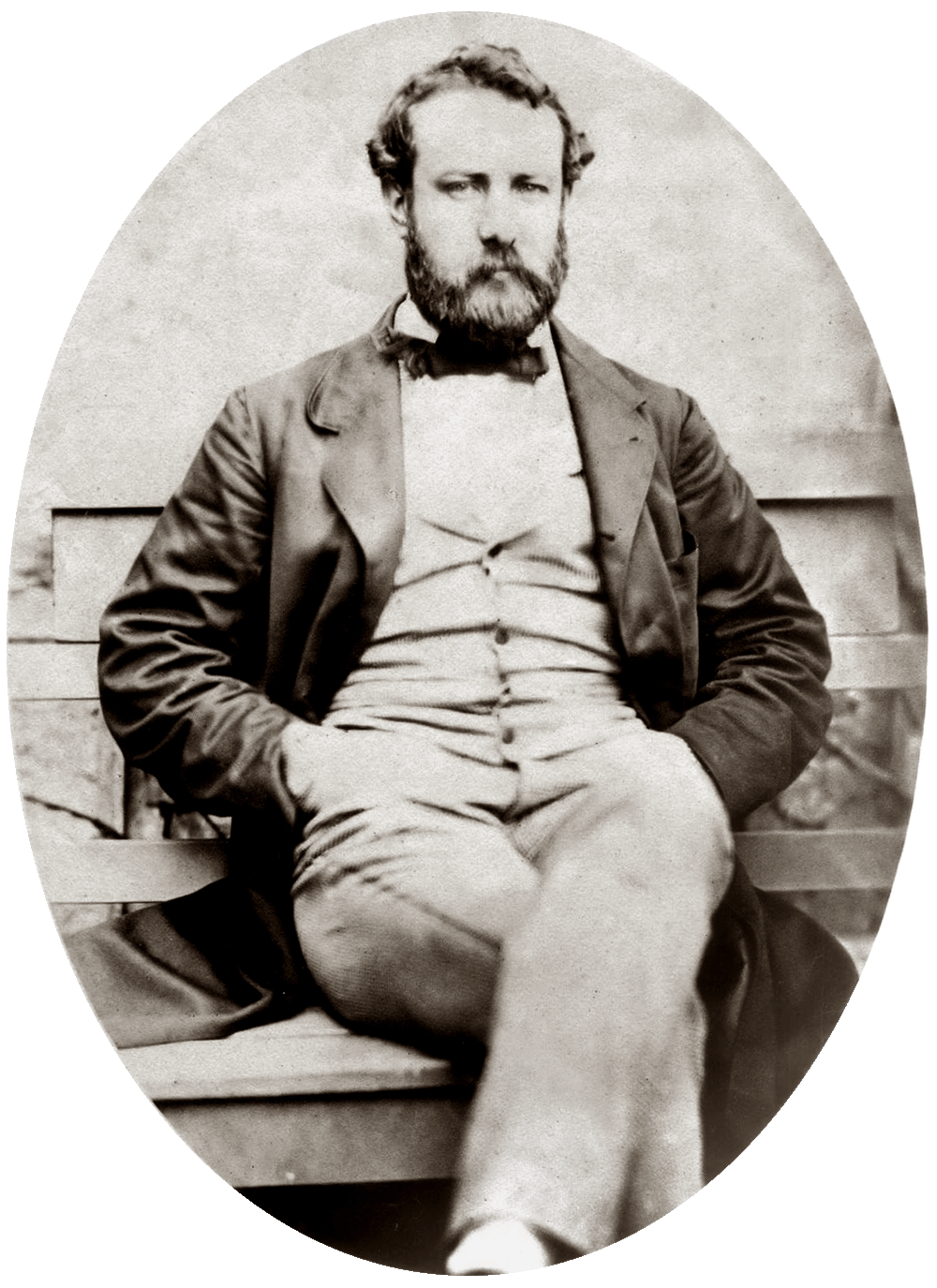
Жюль Верн в 1856 году

«Сен-Мише́ль» (фр. Saint-Michel) — последовательное название трёх яхт, принадлежавших французскому писателю Жюлю Верну в период 1868—1886 годов. Святой Михаил традиционно считался покровителем моряков Нормандии и Бретани, из этого региона происходил сам Жюль Верн и члены команды его яхт.
Будущий писатель стремился к морским путешествиям с детства, но по ряду причин сравнительно поздно осуществил свои намерения — в 1858 году. В 1867 году он единственный раз пересёк Атлантический океан и посетил США (вместе с братом Полем), воспользовавшись для этого гигантским пароходом «Грейт Истерн». С 1874 года Жюль Верн являлся действительным членом Французского яхт-клуба.
«Сен-Мишель I» был перестроенным рыбацким ботом, который в летние месяцы 1868—1876 годов исполнял роль «плавучего кабинета», хотя был пригоден для переходов до Бордо, Дувра и Остенде. «Сен-Мишель II» был более мореходной яхтой, построенной специально для потребностей писателя в путешествиях. Она прослужила своему хозяину в течение 18 месяцев, после чего была продана. Причиной стало приобретение в 1877 году 100-тонной парусно-паровой яхты «Сен-Мишель III», базировавшейся в Нанте — родном городе Жюля Верна. На этой яхте в 1878, 1879, 1881 и 1884 годах Жюль Верн, его семья, включая братьев и племянников, совершали длительные плавания, доходя до Туниса, Мальты и Сицилии на юге, и Копенгагена на севере. Из-за финансовых неурядиц и невозможности содержать большое судно с командой, в 1886 году писатель продал «Сен-Мишель III» князю Черногории Николе Петровичу и больше никогда не выходил в море.

## «Сен-Мишель I»

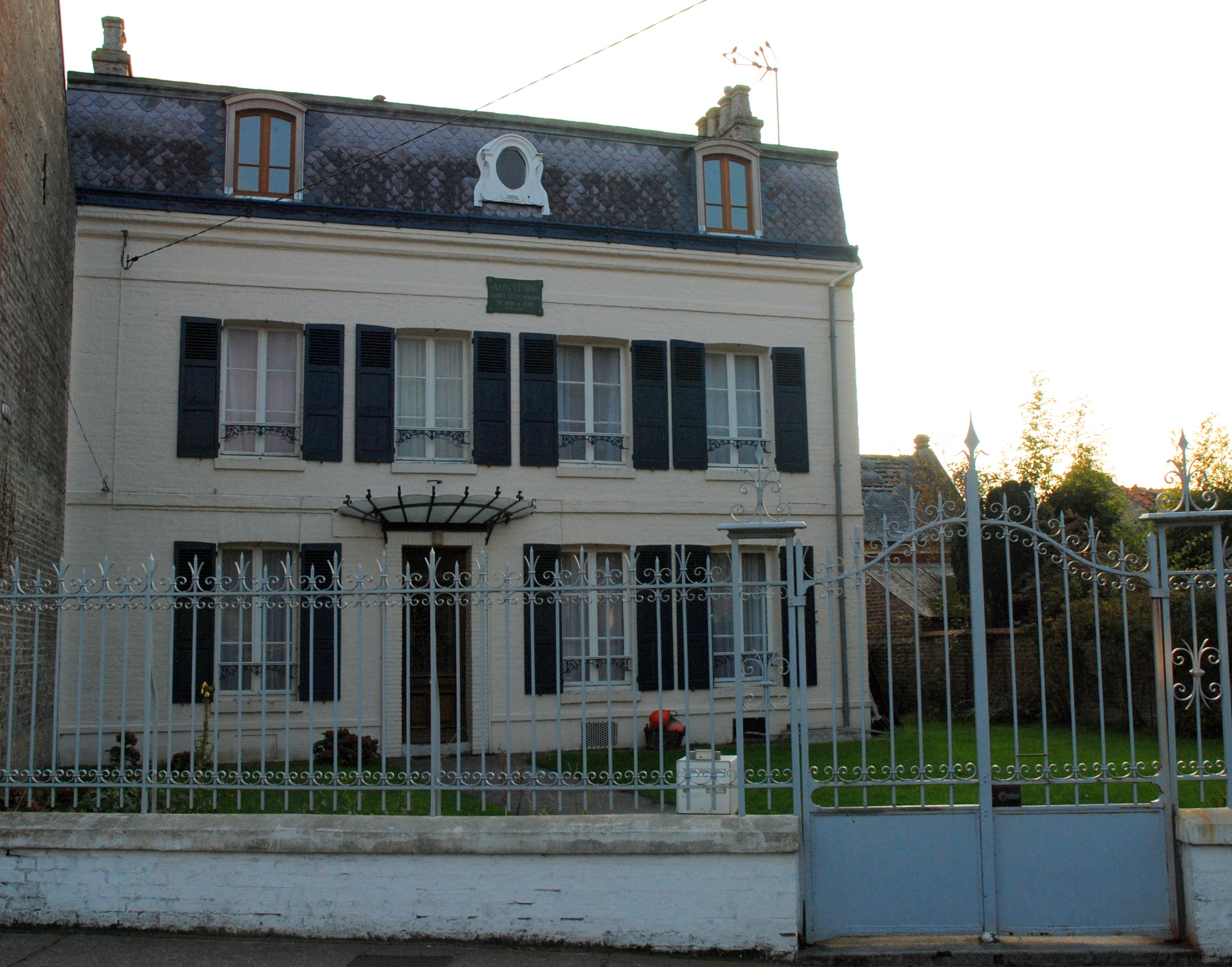
Вилла Жюля Верна в Кротуа. Фото 2008 года

В августе 1865 года Жюль Верн впервые арендовал дом в рыбацком посёлке Кротуа (в 60 км от Амьена на северном берегу Соммской бухты), где писал «Иллюстрированную географию Франции и её колоний»; лето 1866 года он провёл в этом же городе. В 1868 году, желая покинуть Париж, писатель арендовал виллу в Кротуа и начал строительство яхты. С апреля 1869 по февраль 1871 года семья Жюль Верна обитала в Кротуа (о чём свидетельствует мемориальная доска), откуда переехала в Амьен, где писатель прожил до самой кончины в 1905 году.

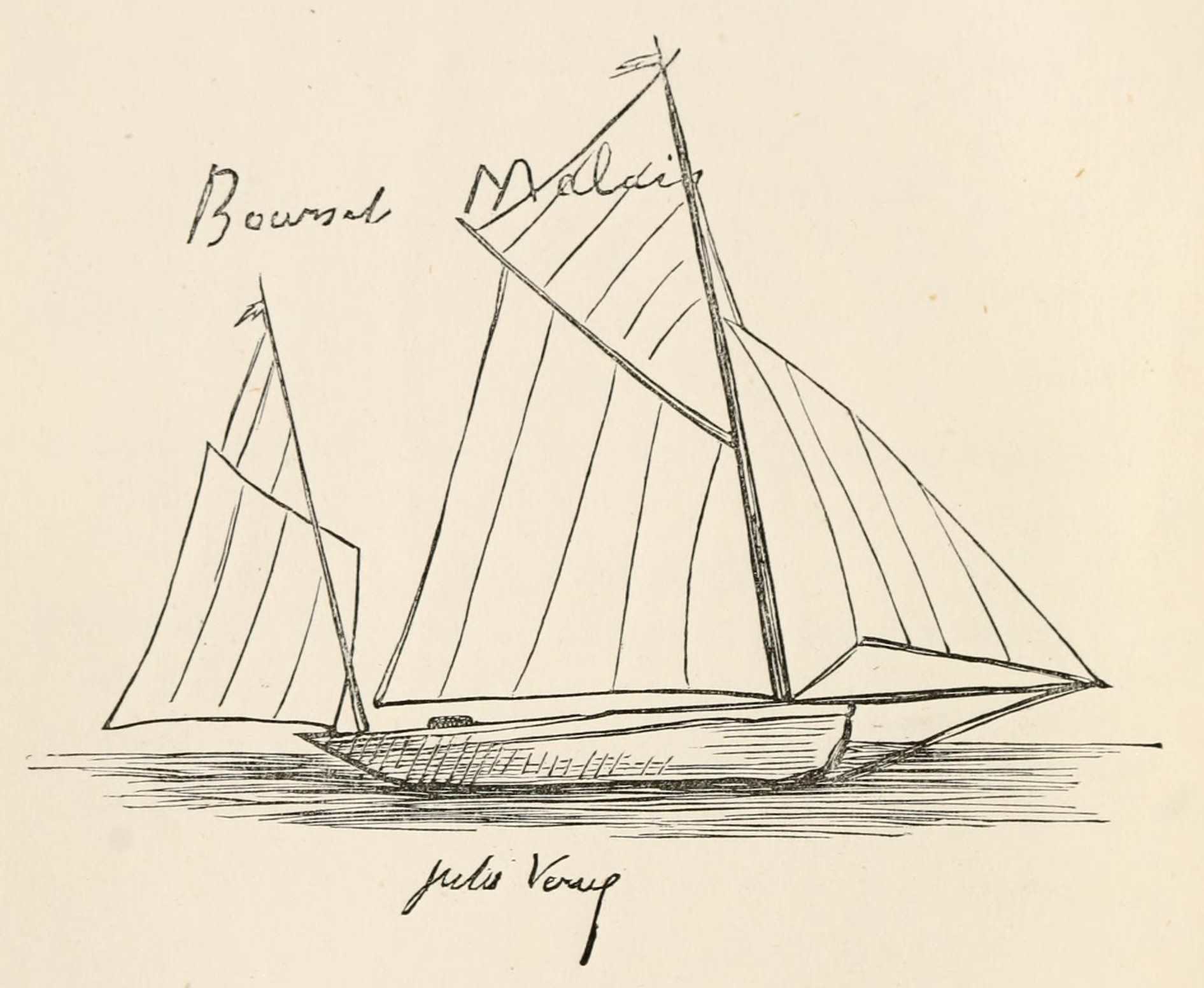
Собственноручная зарисовка «Сен-Мишеля I», выполненная Жюлем Верном около 1873 года

«Сен-Мишель I» был перестроенным рыболовным ботом с заваливающейся мачтой (Bourcet-malet). Название было выбрано в честь святого покровителя моряков, почитание которого было распространено в Нормандии и Бретани. Автором проекта был моряк Поль Бо, перестройка была проведена на верфи Асслена. В основном она свелась к тому, что из трюма для рыбы была сделана каюта — «плавучий кабинет» длиной в 3 и шириной 1,7 м. В каюте были оборудованы две койки и полки для книг и картотеки. В одном из писем Жюль Верн приводил параметры своего судёнышка: 9 м в длину и вместимость 5½ тонн по обмерам и 12 — фактической. Судно было зарегистрировано владельцем 6 июня 1868 года. На борту была сигнальная пушка на случай тумана или церемониальных действий; отсюда родилась легенда, что Жюль Верн участвовал на своей яхте во Франко-прусской войне 1870 года, мобилизованный в береговую оборону.
Сразу после перестройки писатель обогнул Котантен и совершил переход до Бордо, откуда вместе с братом Полем вернулся на «Сен-Мишеле» в родной Нант. Экипаж составляли два человека — бретонцы Александр Делон и Альфред Було, отставные моряки военного флота; поскольку обычным экипажем таких судов считалось три человека, во время переходов писатель тоже нёс вахты. Своему издателю Этцелю Верн с гордостью писал, что на пути в Бордо испытал шквальный ветер и «всё, что испытывают настоящие моряки». Пришлось даже отстаиваться в Дьепе. Этцель, предпочитавший Лазурный берег, восторгов своего самого продуктивного писателя не разделял, но его сын Жюль Этцель-младший иногда гостил на борту бота и даже участвовал в плаваниях.
Несмотря на незначительные размеры яхты, Жюль Верн ходил на ней до Дувра, Лондона и Остенде. В мае 1870 года писатель совершил переход до Гавра, а далее по Сене поднялся до Парижа; «Сен-Мишель» 10 дней простоял у Моста Искусств, вызывая ажиотаж публики. В 1876 году название бота перешло к более крупной яхте, но оснастка его сохранялась в Кротуа до начала Второй мировой войны.

## «Сен-Мишель II»

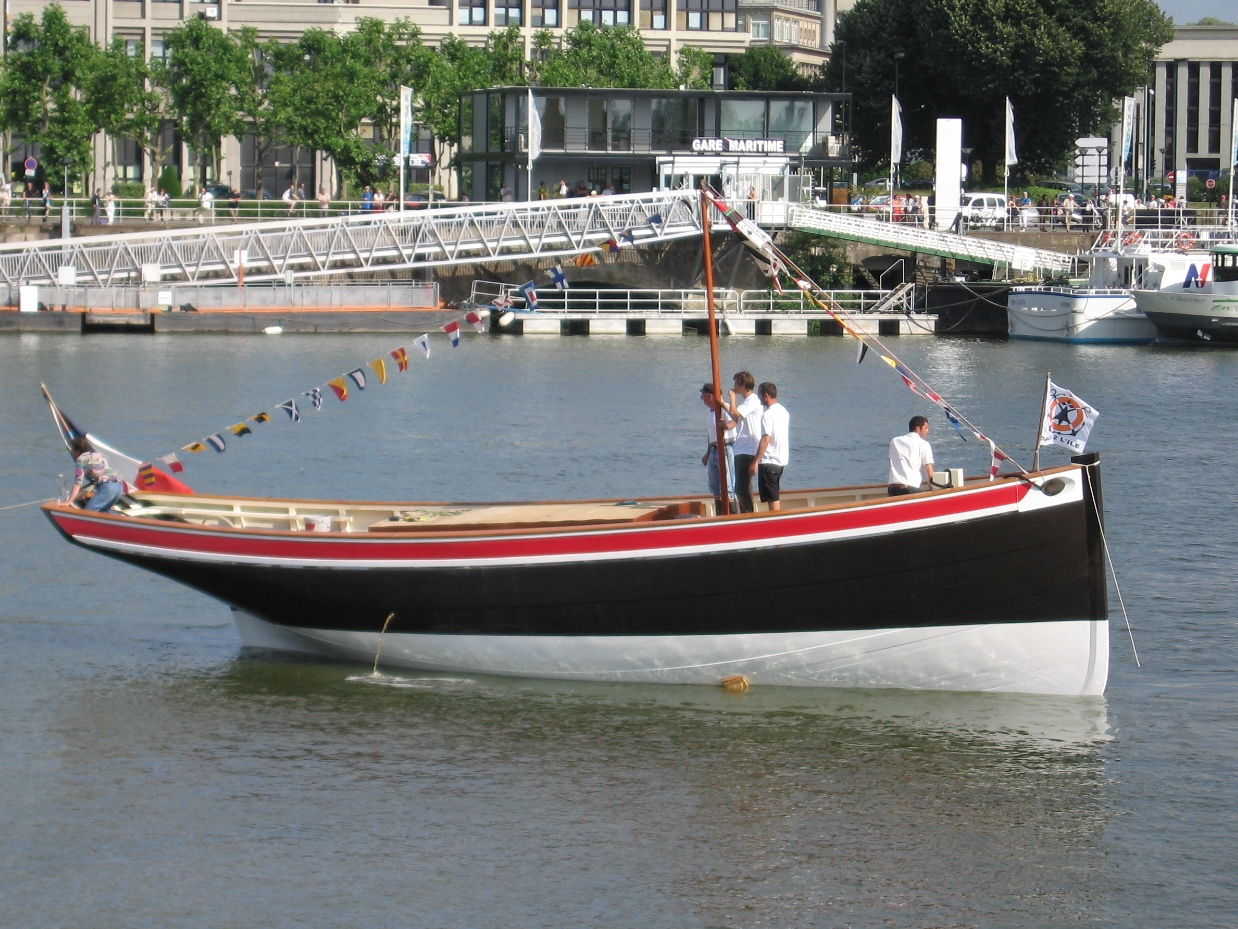
«Сен-Мишель II». Современная реплика после спуска на воду, фото 2009 года

В 1874 году Жюль Верн был принят членом Французского яхт-клуба. Зарабатывая своими публикациями, писатель начал поиск более комфортабельного и солидного судна, которое могло быть пригодно для морских переходов, служить плавучим кабинетом и не требовать при том большой команды. Поль Бо заинтересовал Верна проектом мореходной яхты, заказанной на верфи Абеля Лемаршана в Гавре, и спущенной на воду 15 апреля 1876 года. Жюль Верн лично наблюдал за проектированием и всеми этапами постройки судна. Длина его составила 13,3 м, ширина 2,25 м и водоизмещение 19 тонн. Уже в конце мая 1876 года Жюль Верн совершил плавание из Гавра в Англию и восторженно писал, что каюта его была отделана кипарисом и лакированным красным деревом. Были предусмотрены 4 места для пассажиров и места для экипажа. Пробное плавание прошло с экипажем из 7 человек во главе с капитаном Олливом, старым знакомым семейства Вернов. Убеждая Этцеля всё-таки совершить морскую прогулку, Жюль Верн даже заявил, что на таком судне можно отправиться и в Америку.
Писатель владел яхтой всего 18 месяцев, совершил переход до Бреста, но далее продал, поскольку представилась возможность приобрести мощное парусно-паровое судно, пригодное для дальних переходов. «Сен-Мишель II» принадлежал разным лицам, пока в 1913 году не стал непригодным к навигации. В честь 100-летия кончины Жюля Верна в 2005 году группа исследователей и заинтересованных лиц в Нанте и Гавре предприняли проект реконструкции яхты писателя и строительства её реплики. В 2009 году работа была завершена, а с 2011 года яхта поступила в постоянную эксплуатацию, став популярным туристическим объектом.

## «Сен-Мишель III»

### Конструкция

«Сен-Мишель III» на фоне Везувия в 1884 году. Картина из фондов Музея Жюля Верна в Нанте

Летом 1877 года один из друзей писателя — возможно, капитан Оллив, — предложил Жюлю Верну только что построенную паровую яхту «Сен-Жозеф», заказанную неким маркизом де Прео (de Préaulx). Жюль с братом Полем — профессиональным моряком — осмотрели новую яхту и пришли в восторг, поскольку (по словам внука писателя Жана Жюль-Верна) она показалась «именно таким кораблем, о котором оба они мечтали в детстве». Поль Верн описал конструкцию яхты в статье «Из Роттердама в Копенгаген», публикуемую как приложение к роману «Жангада». Для этой публикации Жюль Верн капитально переписал текст, дополнив его по судовому журналу и собственным записям.
Яхта была построена в Нанте фирмой Жолле и Бабена. Парусно-паровое судно имело стальной корпус длиной (с бушпритом) 31 м и ширину 4,5 м при осадке 2,8 м. Паровая компаунд-машина мощностью 100 л. с. вместе с парусами позволяла развивать до 10 узлов; команда составляла 10 человек, включая прислугу. Водоизмещение составляло около 100 тонн, а регистровый тоннаж — 68 брутто- и 38 нетто-тонн. Площадь парусов — свыше 300 м². Яхта была оснащена как двухмачтовая шхуна. Грот-мачта со стеньгой имела высоту 15 м, гик её выдавался за обрез кормы. Фок-мачта была короче, а её гик приходилось подбирать на топенанте, чтобы не задеть дымовую трубу при перемене галса. Стальной корпус с клиперским носом был разделён пятью водонепроницаемыми переборками. Он был окрашен в чёрный цвет с позолоченными украшениями на носу и корме; белая труба на фоне поставленных парусов была мало заметна.
Апартаменты владельца и пассажиров были отделаны с особой роскошью и удобствами — на корме располагался салон, обшитый панелями красного дерева и двухместная спальня, отделанная светлым дубом; там же помещался письменный стол. В середине судна располагались кубрики, кочегарка и прочие бытовые помещения. Кают-компания, камбуз и буфетная располагались на носу. Дополнительные спальные места были оборудованы во всех помещениях, включая палубную рубку, и это позволяло разместить до 12—14 пассажиров одновременно.

### Сделка
Яхта «Сен-Жозеф» обошлась маркизу де Прео в 100 000 франков, но он выставил её на продажу за 55 000. После попытки торга, Жюль Верн согласился на эту сумму, которая была по тем временам целым состоянием. В письме Этцелю от 1 сентября 1877 года писатель сам назвал своё предприятие «безумием» и сообщал, что должен внести половину суммы сразу, а половину — через год. Эти деньги ещё предстояло заработать. Обычно Этцель платил в те годы писателю по 6000 франков за том «Необыкновенных путешествий», не считая прибылей от успешных продаж и театральных инсценировок, и подобного. Своему издателю Верн писал:

…Но зато какое судно и какие плавания в перспективе! Средиземное море, Балтика, северные моря, Константинополь и Петербург, Норвегия, Исландия и так далее, какие впечатления меня ждут, какие богатые идеи. Я уверен, что мне удастся возместить цену яхты, да впрочем, она и через два года будет стоить не меньше своей теперешней цены. Должен признаться, что Ваш подарок (а это не что иное, как подарок с Вашей стороны — продолжение «Великих путешественников»), так вот — этот подарок и побудил меня в какой-то мере совершить безумие. Но повторяю Вам, подъём духа необходим мне, я предвижу несколько хороших книг. Брат весьма доволен моим приобретением, он-то и подтолкнул меня на этот шаг.
Речь шла об авансе на книгу «Великие путешествия и великие путешественники»: согласно договору от 18 октября 1877 года писатель получал одновременно 27 500 франков, что сразу позволило оплатить первый взнос. Текущие расходы оплачивались из доходов от театральной инсценировки его романа «Вокруг света за 80 дней». Эти расходы были очень тяжелы — требовалось содержать яхту, готовить её к походам и платить жалованье команде.

### Путешествия

«Сен-Мишель III» в 1880 году

Жан-Мишель Марго в 2016 году опубликовал краткий рукописный документ, в котором сам Жюль Верн подытожил результаты своих плаваний на «Сен-Мишеле III». Всего было совершено три летне-осенних кампании в 1879, 1881 и 1884 годах; в 1880, 1882 и 1883 годах писатель в море не выходил. Первое пробное плавание состоялось с 22 мая по 22 июля 1878 года, причём, помимо Жюля Верна, на борту находились его брат Поль, Жюль Этцель и друг из Амьена адвокат Эдгар-Рауль Дюваль. В тот сезон, выйдя из Бреста, путешественники посетили Виго, Лиссабон, Кадис, Танжер, Гибралтар, Малагу, Тетуан, Оран и Алжир. Самой насыщенной событиями оказалась кампания 1879 года: с 18 июня по 15 октября Жюль Верн пять раз выходил в море. Во-первых, Жюль Верн с сыном Мишелем и Поль Верн с сыном Гастоном совершили путешествие в Шотландию. Четыре остальных похода не были слишком отдалены от французского побережья. Одно из плаваний состоялось в Лорьен, где писатель рассчитывал увидеть крупнейший французский броненосец Dévastation. 26 августа 1879 года в Сен-Назере произошёл драматический инцидент: во время сильной бури на яхту навалилось трёхмачтовое торговое судно, сорвавшее «Сен-Мишель» с якоря; был сломан бушприт и повреждён форштевень. Впрочем, всё обошлось благополучно.
Следующее большое путешествие удалось совершить в 1881 году (хотя Жан Жюль-Верн и Маргери Аллот де ла Фюи утверждали, что оно состоялось годом ранее). В этот сезон было решено посетить Петербург маршрутом через Северное море, с заходом в Христианию, Копенгаген и Стокгольм. Постоянная штормовая погода внесла в плавание свои коррективы: отплыв из Ле-Трепора, «Сен-Мишель» посетил Дил и Ярмут, а потом пришлось долго отстаиваться в Роттердаме. Чтобы не тратить время зря, путешественники (а всего их было шестеро, включая Жюля и Поля Вернов) отправились по каналам в Антверпен. Двинувшись далее, пришлось искать убежище в Вильгельмсхафене, в котором были любезно приняты военными властями. Из-за того, что погода не улучшалась, писатель хотел завершить путешествие в Гамбурге, но его убедили воспользоваться Эйдерским каналом. Оказалось, что для старых шлюзов яхта слишком велика, и Жюль Верн приказал снимать бушприт, что было очень хлопотным делом. По другой версии, шлюз был достаточно широк, чтобы яхта поместилась по диагонали. Из-за сильнейших сезонных штормов на Балтике, «Сен-Мишель», простояв в Копенгагене неделю, прежним путём через каналы и Дил вернулся в Ле-Трепор.
Поскольку в 1882 году яхта простаивала, а в 1883 году писателю вновь не удалось организовать путешествия, Жюль Верн сдал «Сен-Мишеля» охотнику и путешественнику Левеку. Тот совершил с 16 июля по 29 августа шестинедельное путешествие, но, по-видимому, не заходил дальше Плимута. Самое длительное путешествие было совершено писателем и его семьёй в 1884 году. При выходе из Нанта 13 мая на борту находились братья Жюль, Пьер и Морис Верны, а также Жюль Этцель. Супруга писателя — Онорина и сын Мишель отправились прямо к родственникам в Оран, чтобы взойти на борт яхты уже там. Посетив Виго и Лиссабон, и испытав сильнейшие шторма, команда прибыла в Оран 27 мая. Далее последовало плавание в Алжир и Тунис, из-за того, что Онорина боялась прибрежных течений, было решено двигаться в Ла-Гуллет по суше, тогда как капитан Оллив должен был привести яхту в порт. Переход до Мальты был омрачён штормом и следующим инцидентом: пережидая в пустынной, как казалось, бухте за мысом Бон, Жюль Верн устроил купание, и высадившись на берег, вообразил себя Робинзоном и устроил пляску вокруг воображаемого костра. Сын — Мишель Верн — отсалютовал отцу с борта выстрелом, после чего местные жители, наблюдавшие за пришельцами, решили, что на них напали и тоже начали стрелять. К счастью, обошлось без жертв. При подходе к Мальте яхта вновь попала в сильнейший шторм, ей угрожала гибель. Когда всё улеглось, лоцман выразил удивление, что яхта вообще осталась невредимой. Посетив Сицилию и Неаполитанский залив, Жюль Верн предполагал продолжить путешествие в Адриатическое море, но его супруга решительно отказалась идти дальше; её поддержал Этцель-младший. Уступив, писатель распорядился капитану Олливу возвращаться в Нант без пассажиров, а сам отправился в турне по Италии.

### Продажа и дальнейшая судьба яхты
В 1885 году оказалось, что содержание яхты обходилось слишком дорого, а расходы не компенсировались удовольствием. По мнению внука писателя — Жана Жюль-Верна — путешествие 1884 года принесло «одни огорчения». Вдобавок, жена Верна — Онорина — вела светскую жизнь, Жюль содержал её салон; немалых расходов требовали и деловые предприятия сына Мишеля. Одно из его банкротств, грозящих долговой тюрьмой, совпадает по времени с продажей «Сен-Мишеля III». Жюль Верн рассчитывал хотя бы вернуть деньги, потраченные когда-то на покупку, но этого не удалось, продажа состоялась менее чем за полцены — 23 000 франков, тогда как Мишелю требовались 30 000. Яхта досталась князю Черногории Николе Петровичу; сделка была заключена 15 февраля 1886 года, за месяц до покушения на Жюля Верна его душевнобольного племянника. Из-за ранения писатель был физически лишён возможности путешествовать. Новый владелец переименовал яхту в Sybila. В дальнейшем стареющее судно несколько раз меняло хозяев, после 1913 года судьба его неизвестна.